# 板倉克行
板倉 克行（いたくら かつゆき、1943年8月1日 - 2014年1月10日）は、日本のフリージャズピアニスト。Katsuの活動名が知られる。日本統治時代の台湾出身。
7歳からクラシック音楽の勉強を始め、1962年に音楽界にデビューした。日本はもちろん、アメリカ合衆国やヨーロッパでも活動している。1995年には、レオ・レコードの15周年を記念して、演奏を披露している。2000年には、フロリダ・ジャズ・アンド・ブルース・フェスティバル (Florida Jazz and Blues Festival) で演奏を披露した。
板倉の作品は作曲と即興を組み合わせたもので、ユーモラスなものが多い。ケニー・ミリオンズ、ペーター・ブロッツマン、デイヴ・ホランド、スコット・ロビンソン 、ブルース・アイセンベールと共演や録音を行っており、録音回数は10に達している。   
2013年3月28日、酒に酔った状態で転び、脳挫傷を負い意識不明の重体となる。食事ができる状態に回復できないまま、2014年1月10日午前6時ごろに逝去。70歳没。